# Black Cat
Black Cat (estilizado como BLACK CAT) é um mangá escrito e ilustrado pelo mangaká Kentaro Yabuki. Os capítulos foram publicados pela Shueisha na revista Weekly Shōnen Jump de julho de 2000 a junho de 2004, compilados em 20 volumes tankōbon. Foi licenciado pela Viz, tendo seu o lançamento em inglês em 7 de março de 2006. O mangá ganhou uma adaptação em anime para televisão produzido pelo estúdio Gonzo e transmitido pela Animax e Tokyo Broadcasting System entre 6 de outubro de 2005 e 30 de março de 2006, totalizando 24 episódios.
O enredo de Black Cat é centrado em um homem chamado Train Heartnet que se retirou de um grupo de elite de assassinos chamado Chronos Numbers para se tornar um caçador de recompensas. Tem um equilíbrio entre o humor e momentos sérios, dando mais atenção ao desenvolvimento e interação entre os personagens em vez de resolver grandes conflitos mundiais.
No Japão, o mangá Black Cat vendeu mais de 12 milhões de cópias. O anime também foi popular no Japão e na América do Norte. Críticos de mangá e anime elogiaram a ação de Black Cat, opiniões divergentes sobre a arte e os personagens e principalmente comentários negativos por seu enredo, que foi criticado por ter elementos típicos de  mangá shōnen (destinado a meninos).

## Enredo
A história gira em torno de um homem chamado Train Heartnet, que saiu de um grupo de elite de assassinos chamado Toki no Bannin para se tornar um Sweeper(Caçador de Recompensas).
Nesse mundo há uma organização secreta, Chronos, que controla um terço da economia mundial através do submundo, controlando todo tipo de actividades. Para manter o equilíbrio do mundo, Chronos é essencial, e por isso é preciso de pessoas que a protejam. Além das pessoas normais, há uma elite especial de assassinos com armas feitas de Orichalco, conhecidas como Chrono Numbers.
Chrono Numbers tem seus números gravados no corpo do usuário e na arma. Existem 12 Chrono Numbers, mas, quando Train Heartnet, um atirador de elite, decide se juntar a Chronos e suas causas, o número XIII é encontrado. Ninguém que foi alvo de Train, conhecido como Black Cat, por trazer má sorte, e seus rápidos movimentos e ataques, conseguiu sobreviver. O nome Black Cat se tornou o nome mais temido entre os assassinos.
Devido ao trauma de infância de Train, seu único objetivo é ser o melhor. Mas quando Train conhece Minatsuki Saya, que também era uma sweeper, no telhado. Através de seu contato com Saya, Train mudou drasticamente, uma mudança que o fez abandonar a Chronos. Mas um homem que o admirava obsessivamente, Creed Diskenth, não aceitou o fato de um assassino de elite ter mudado. Creed tentou matar Saya quando Train não estava por perto, mas Train chegou a ver a cena, porém não conseguiu pegar Creed.
Dois anos depois, Train vira um sweeper, viajando com seu parceiro Sven Vollfied. Suas vidas como sweeper estão para serem mudadas quando um amigo do passado volta a aparecer.

## Personagens
- Train Heartnet - Train vivia com seus pais, até que eles foram mortos por um assassino chamado Zagine. Ele deu a Train duas escolhas: viver como um assassino ou morrer junto dos pais. Train resolveu viver, mesmo que tivesse que fazer coisas que ele não queria. Train aprendeu a não se impotar com nínguem e confiar somente em sí mesmo. No mangá, depois da morte de Zagine, Train foi achado por um membro da Chronos e levado até ela quando tinha treze anos. No anime, Train entrou na Chronos por conta própria. Train foi ficando cada vez mais forte e frio. Por causa disso, os Números foram obrigados a abrir um lugar para ele, que acabou se tornando o mais forte do grupo. Train começou a ser chamado de "Black Cat" ou "Gato Preto" (Brasil) por sempre pronunciar a frase Eu vim aqui, trazer azar para você! antes de matar uma vítima. Após Saya ter mudado seu jeito de pensar, ele deixa a Chronos. Sua arma é a pistola Hades feita especialmente para ele. Como sua arma já é feita de Oricalco, ela só atinge o poder máximo quando suas balas também são feitas deste material. Seu XIII está marcado no lado esquerdo do peitoral.
- Sven Vollfied - Ex agente de IBI, é um sweeper amigo de Train e Eve que possui a habilidade de prever os futuros 5 minutos de uma pessoa, habilidade concedida do seu olho direito transplantado de Llyod, seu falecido amigo e parceiro da IBI. Seu passatempo favorito consiste em construir engenhocas para seu trabalho como caçador de recompensas e criar munições especiais para seu parceiro Train. Ele nunca deixou uma mulher em apuros e tem o maior amor paternal por Eve, a tratando como uma garota como qualquer outra, e não uma arma. Tem o hábito compulsivo de fumar e detesta ser chamado de velhote, se auto-denominando um cavalheiro que segue seu código de conduta.

- Eve - Eve é o resultado de uma experiência com nanotecnologia, possui a habilidade de transformar partes de seu corpo em armas ou outros tipos de matéria. Em sua aparição, seu antigo "dono" Torneo Ludman a tratava como uma arma e manipulava sua mente a tratando como um demônio assassino. Ela detesta ser tratada como uma criança, e tenta ao máximo ser útil nas missões de Train e Sven, mesmo Sven odiando suas decisões quanto a isto. Tem uma pequena rivalidade com Train, sendo chamada por ele de "princesinha", e o trata como um concorrente em algumas missões.
- Rinslet Walker - uma ladra de nível mundial. Ela trabalha para qualquer um. Segundo ela, consegue roubar qualquer coisa e manipular qualquer homem.

▪ Kioko - é uma ex-membro dos apóstolos das estrelas possui o poder de cuspir fogo. Saiu dos apóstolos, pois achava que ele estavam começando a seguir o caminho contrario do que diziam, parou de usar seus poderes pois Train disse que caso ela fizesse isso, ele mesmo iria protegê-la. Ela também é uma estudante de uma escola japonesa,possui uma queda por train e as vezes atè tenta beija lo de maneira inesperada no anime e possui também um gato preto de estimação. 

## Números Chronos
São os guerreiros mais fortes, velozes e inteligentes da Chronos. Ocupam o cargo de assassinarem os alvos que atrapalham em seus planos ou que interferem na paz do mundo. Todos possuem uma arma especial feita de Oricalco. Cada membro tem um número representante que está no corpo como tatuagem, cicatriz ou em sua roupa.
- Número I - Sephiria Arks - A líder dos Zeros, é séria, responsável e ágil. Seu cabelo é grande e loiro. Em sua testa há uma marca de dois relâmpagos e entre eles, um número I Sua arma é um alfange.
- Número II - Belze Rochefort - Braço direito de Sephiria e segundo no comando. Ele tem grande cabelo loiro. Ele é um dos mais leais a Chronos mesmo sabendo de todas as mortes que ela causou. Belze acredita que sem ela o mundo entraria em colapso. Luta com uma lança chamada Gungnir. Em sua mão esquerda é possível ver um número II.
- Número III - Emilio Lowe - Usa óculos e seus olhos são da cor rosa e o cabelo verde. Sua arma é um arco prateado e suas flechas douradas que podem atingir altas velocidades chegando ao ponto de se incinerarem.
- Número IV - Kranz Maduke - Kranz usa um capacete que cobre seus olhos, cabelo e testa. Um dos membros mais perigosos, chegando a já ter consegido destruir uma cidade por completo. Raramente fala e por isso Baldorias toma suas decisões. Sua arma é uma faca chamada Marte. Acaba traindo a Chronos. O número IV está no "olho" esquerdo do capacete.
- Número V - Naizer Brukheimer - Ele um homem careca e líder do grupo Cerberus (formado por Naizer, Beluga e Jenos). Junto de seu amigo Ash, ele lutou contra Creed quando este traiu a Chronos. Ash foi morto e Naizer acabou em um hospital. Depois de formar o grupo Cerberus, ele, Beluga e Jenos atacaram o castelo dos Apóstolos da Estrela. No anime, durante o ataque, ele tentou matar Creed mas foi usado como "defesa" e morreu com o tiro da bazuca de Beluga. No mangá, Jenos o salva mas ele acaba tendo que retornar ao hospital. Sua arma é um par de tonfas chamado Dioskouroi. O número V esta marcado em sua cabeça.
- Número VI - Anubis - Anubis é um grande lobo negro com a capacidade humana de falar e um rabo mecânimo feito de Oricalco. Sua arma é seu próprio corpo, usando seu rabo, garras e dentes. Anubis só está presente no anime. A marca do número VI está em volta do seu olho esquerdo.
- Número VII - Jenos Hazard - Membro e fundador do Cerberus, Jenos é homem galanteador assim como Sven. Seu cabelo é castanho escuro e seus olhos castanho claro. Se apaixona por quase toda mulher bonita e tem interesses em Rinslet. Apesar disso, ele tem um lado sério e protetor. Foi mandado por Sephiria para capturar Eve, mas foi derrotado pela garota e Train. No ataque ao castelo dos Apóstolos da Estrela, Naizer foi morto e Jenos jogado de um penhasco. Voltou na batalha final aos Apóstolos da Estrela, junto de River e Charden. Sua arma Excelion é uma luva feita de Oricalco que pode disparar fios do mesmo material por cada dedo. Esses fios são extremamente pequenos, chegando ao ponto de quase não serem perceptíveis. Podem cortar objetos/pessoas ou prendê-lo. O número VII está presente em seu peitoral e na sua Excelion.
- Número VIII - Baldorias "Baldor" S. Fanghini - Tem cabelo marrom e um pouco bagunçado. Junto de Emilio e Kranz, trai a Chronos seguindo Mason. Sua arma Heimdall é um foguete que ele pode impulsionar ou controlar através de uma corrente. Pode se ver o número VIII no lado direito do seu pescoço.
- Número IX - David Fapper - Índiano de cabelo preto, ele aparenta ser um grande amigo de Jenos. David é muito confiante e não se importa muito com o oponente. Ele lutou com o apóstolo Maro, e levou a melhor. David iria sair vencedor, mas Maro o agarrou e jogou para cima, uma bomba gravitacional, pensando que sobreviveria. Maro foi morto pelo próprio ataque. David teve seus ossos quebrados e ficou vivo por mais um tempo, mas não resistiu e morreu. Seu corpo foi enterrado por Jenos. Sua arma é um baralho de cartas que brilham dourado e podem cortar praticamente qualquer matéria.
- Número X - Ash - Homem de cabelo loiro e espetado, Ash era o melhor amigo de Naizer. Seus olhos são azuis e ele usa uma bandana vermelho. Lutou ao lado de Naizer contra Creed, mas foi morto. Sua arma é um bastão que pode causar pequenos terremotos. Em seu queixo há um X.
- Número X - Lin Xiao Li - Sucessor de Ash. Lin tem um grande cabelo preto e olhos verdes. Lin ficou encarregado de reunir soldados para ajudar a Chronos a combater os Apóstolos. Ele se disfarçou de um Caçador de Reconpensas chamado Glin, mas Train descobriu seu disfarce. Durante o ataque aos Apóstolos e ao Eden, Lin ficou ao lado dos outros Números. Sua arma é um manto transparente porém relusente que brilha como um arco-íris, chamado Seiren. Pode ser usado para bloquear ataques ou se esticar para acertar um alvo. Por não ser um dos Números originais, seu X está em seu colar.
- Número XI - Beluga J. Heard - Membro do Cerberus, adora escalar. Para ele, completar uma missão com os companheiros é tudo e nenhum problema o atrapalha. No anime, ele mata acidentalmente o parceiro Naizer, mas morreu lutando contra os soldados do inimigo. No mangá, ele morreu ajudando Jenos e Naizer a escapar do castelo. Suas últimas palavras (no mangá) foram de agradecimento a Jenos por ter salvo seu único amigo. Sua arma é a bazuca Verethragna que também é usada como martelo. Seu XI está no lado direito de sua testa.
- Número XII - Mason Ordrosson - Foi o causador da destruição da Chronos. Tem cabelo cinza espetado e longos e finos bigodes. Ele usava roupas normais na Chronos, mas como sua verdadeira vestimenta é uma armadura dourada. Dizem que ele é o mais velho dos Números e o único a presenciar a Guerra no Continente Secreto. Aprendeu muitas coisas com os Taoístas mas permaneceu na Chronos onde recrutou Emilio, Baldorias e Kranz. Depois da derrota dos Apóstolos, ele e seus soldados, os Números Zero raptaram Eve. Train junto dos Números Chronos e Apóstolos que não se uniram a Mason lutaram contra o Eden. Train enfrentou Mason cara-a-cara, mas Creed apareceu e assumiu a luta. Sua arma é sua própria armadura.
- Número XIII - Train Heartnet - Train é o ex-membro número XIII.

## Glossário

### Sweepers
No mundo de Black Cat, Sweeper ou Caçador de Recompensas é um profissional que consiste em capturar criminosos e receber recompensas por isso. Sweepers não são como mercenários, eles são licenciados pelo governo e são livres para fazer o que quiserem, mas diferentemente da vida dos mercenários os sweepers são aceitos internacionalmente e são respeitados por suas contribuições para manter a justiça.
Informações sobre criminosos vão se espalhando pelo mundo por lugares públicos como bares, onde os Sweepers costumam ficar. Os Sweepers variam em aparência e pelo modo de lutar, e muitas vezes há conflitos entre eles em relação a algum alvo. Os criminosos que os sweepers devem capturar são classificados por níveis, indo de F até SS, F é o menos perigoso, e SS o mais. Criminosos lendários cujas recompensas são para que não sejam capturados apenas mortos são considerados SS, os mais violentos e perigosos tipos de criminosos. Creed Diskenth está nesse nível.

### Chronos
Chronos é uma organização que controla um terço do mundo através de negócios de diferentes tipos.
Mesmo sendo uma sociedade secreta, qualquer pessoa que passe algum tempo investigando o submundo sabe de sua existência.. Praticamente todos os personagens da série sabem da existência de Chronos e dos Chrono Numbers. Muitos dos membros da Chronos ocupam altas posições, como políticos.
Para proteger a Chronos existem assassinos comandados por três homens que trabalham para a Chronos, os mais fortes entre eles se tornam Willzark. Willzark comandam uma força secreta dos melhores assassionos do mundo com o dever de proteger Chronos, conhecidos como Chrono Numbers, que vão do No. I até No. XIII. Abaixo na hierarquia estão os Chronos Erasers, que são assassinos a serviço de Chronos. Um exemplo é o Creed Diskenth.

### Os Apóstolos das Estrelas
Os Apóstolos das Estrelas são um grupo revolucionário liderado por Creed Diskenth. Seus objetivos são fazer uma limpeza no mundo, isto é, matar as pessoas que não podem conseguir o Poder do Tao.

Naturalmente, todos os membros dos Apóstolos das Estrelas tem o poder do Tao, que são despertados através da Shinkitou, uma bebida feita por um Mestre Tao, como Shiki.
Outro membro dos Apóstolos, Maro, também é do Continente Secreto, e juntamente com Shiki, eles possuem os mais tradicionais poderes do Tao, como controlar e invocar insetos (Shiki) e controlara gravidade (Maro).

Outros membros dos Apóstolos possuem poderes mais leves, como a Espada Imaginária de Creed no mangá, que é uma espada que pode crescer por milhas dependendo do poder mental do Creed, apesar de que no Anime esse poder é apenas a materialização de uma pequena espada invisível que substituui a sua antiga Kotetsu, quebrada por Train.

Os apóstolos não querem apenas uma revolução mundial, mas também desejam uma vingança contra Chronos. Creed quer vingança por ser expulso ao matar Saya, e Shiki e Maro por causa da guerra entre Taoshi e Chronos há muito tempo atrás, que dizimou os Taoshi do Continente Secreto.
Apesar do Tao ter sido a fonte primária de poder dos Apóstolos, Creed usou investigações sobre Nanomáquinas para conseguir poder eterno, sendo assim considerado uma espécie de deus.

### A Guerra dos Taoshi
Muitas décadas no passado, houve uma guerra entre os Taoshi e Chronos. Chronos venceu mesmo que alguns Taoshi tenham sobrevivido.
Na Chronos atual, o único Número que participou da guerra foi Mason, que se tornou Taoshi, conseguindo assim a Técnica Sagrada. Mas ela escondeu isso da Chronos, planejando o projeto de Eden por muito tempo (ver abaixo).
Os sobreviventes pelo lado dos Taoshi que aparecem na história foram Shiki e Maro, que se encontram com Creed e lhe dá o poder do Tao em troca de uma aliança contra a Chronos e uma revolução no planeta, escolhendo algumas pessoas para se tornarem Taoshi e eliminando todas as outras.

### Nanomáquinas, Eve, Dr. Tearju, and Dr. Kanzaki
A investigação sobre as nanomáquinas feita pelo Dr. Tearju Lunatique permitiu que ele construísse um protótipo de um humano que podia se transformar e eventualmente ser usado como uma arma perfeita.
No mangá, Creed Diskenth financiou a pesquisa do Dr. Tearju, que foi aceito por Torneo Ludman, para criar o Eve, que seria usado por ele como a Arma Perfeita, e em troca Torneo prometeu que Dr. Tearju faria pesquisas nas áreas que fossem de interesse para Creed, como as legendárias nanomáquinas imortais.
Eventualmente, Dr. Tearju percebeu que ela não poderia fazer isso e saiu do projeto para o bem do mundo, mas graças a um e-mail de sua assistente, um dos Apostles, Doctor, ou Dr, Kanzaki, ela passou a ele os documentos das pesquisas sobre as nanomáquinas, permitindo assim que Doctor os melhora-se para tornar Creed um Deus.
A diferença para o Anime é que Dr. Tearju não deu os documentos para Doctor, mas este os roubou. Ele também os usou para criar a máquina Eden, que seria usada em combinação com Eve.

### Os Zero Number e Eden (Anime)
Os Zero Number são Chrono Numbers contratados por Mason para ajudá-lo no projeto Eden, que ele planejava desde que Eve foi criada pelo Dr. Tearju. O projeto Eden consiste em trazer a Paz Mundial, que consiste em tornar todas as pessoas da Terra em criaturas sem mente própria, capazes apenas de obedecer os Zero number.

## Trilha sonora

### Tema de abertura
- ダイアの花 - Daia no Hana (Diamond Flower) - Yorico - 1-24

### Tema de encerramento
- ナミダボシ - Namidaboshi - PUPPYPET - 1-12
- くつずれ - Kutsuzure (Blisters) - Matsuda Ryouji - 13-24

## Licença
Durante a Anime Expo 2006, Funimation anunciou a licença sobre o anime. O primeiro volume foi lançado em 19 de Dezembro contendo os quatro primeiros episódios.

## Aparições em jogos
- Jump Super Stars

Personagens de Black Cat aparecem no jogo Jump Super Stars, com Eve sendo jogável e Train e outros como suporte ou ajuda.
- Jump Ultimate Stars

Train e Eve são jogáveis na sequência do jogo, Jump Ultimate Stars